# Pyin U Lwin
Pyin U Lwin (birmano:  ပြင်ဦးလွင်) anche indicata come Pyin Oo Lwin e chiamata fino al 1948 Maymyo, è una città della Birmania (Myanmar) situata nella regione di Mandalay.

## Geografia fisica
La città è situata sull'altopiano Shan a circa 1 050 m s.l.m. circa 70 km ad est di Mandalay. 

## Storia
L'originario nome della cittadina è Maymyo, che in birmano significa "città di May": fu infatti il colonnello May del Bengal Army a dare un contributo notevole alla fondazione e allo sviluppo della città.
Nel 1886 il 5° reggimento da lui comandato fu inviato nell'area per sedare una rivolta locale in seguito all'annessione dell'Alta Birmania. Dopo la costruzione del collegamento ferroviario con Mandalay e per merito del clima favorevole, la località divenne la residenza estiva dell'amministrazione coloniale britannica fino alla fine dell'era coloniale nel 1948 quando il nome fu cambiato nell'attuale.

## Monumenti e luoghi di interesse
Nella struttura della città e nelle architetture è evidente l'eredità coloniale britannica; rimangono infatti molti edifici residenziali e chiese dell'epoca, tra questi spicca il Candacraig Hotel, all'epoca destinato ad ospitare i dipendenti della Bombay Burmah Trading Company e completamente costruito nello stile delle country house britanniche.  Alcuni edifici dell'epoca sono state convertite in alberghi. Poco a sud del centro si trova un vasto giardino botanico, (National Kandawgyi Gardens) fondato nel 1915 e che si estende per 175 ettari.
Tra i retaggi dell'epoca coloniale vi sono anche le caratteristiche e colorate carrozze trainate da cavalli utilizzate come taxi.
27 km ad est della città si trovano le grotte di Peik Chin Myaung.

## Società
Tra la popolazione vi sono numerosi discendenti di indiani e nepalesi trasferiti a seguito sia della costruzione della ferrovia sia dell'amministrazione coloniale britannica.

## Infrastrutture e trasporti
La città è collegata a Mandalay a Yangon tramite la ferrovia.